# Accidente minero de Pike River
El accidente minero de Pike River fue una serie de cuatro explosiones que comenzaron el 19 de noviembre de 2010 en la mina de Pike River, a unos 46 km al noreste de Greymouth, en la costa occidental de la isla del Sur de Nueva Zelanda.
Una primera explosión ocurrió en la mina aproximadamente a las 3:30 p. m. (hora local, UTC+13). Cuando se produjo la misma había 31 mineros presentes en la mina. Dos mineros se las arreglaron para salir de la mina, siendo tratados por heridas moderadas y fueron dados de alta más tarde durante ese mismo día. Se creía que los mineros restantes se encontraban a por lo menos unos 1500 metros de la entrada de la mina.
Luego de una segunda explosión, el 24 de noviembre a las 2:37 p. m., se comenzó a creer que los restantes 29 mineros habían muerto, lo que desgraciadamente fue confirmado con el transcurso de las horas.
El comisario, Superintendent Gary Knowles, el hombre que se encontraba a cargo de la operación de rescate, dijo al respecto que él creía que “basado en esa explosión, nadie sobrevivió”.
El de Pike River fue el peor desastre de minería neozelandés desde que en 1914 43 hombres murieron en la mina Ralph de la localidad de Huntly. Asimismo involucró la mayor pérdida de vidas del país como resultado de un único accidente desde 1979, cuando se estrelló el vuelo 901 de Air New Zealand en la Antártida durante un vuelo transpolar.

## El accidente
Se cree que la primera explosión ocurrió a eso de las 3:30 p.m. (hora de verano de Nueva Zelandia del 19 de noviembre de 2010 (las 2:30 a.m. UTC). Tan solo dos mineros lograron escapar de la mina durante ese mismo día. habiéndose encontrado en el túnel de acceso, o por poco fuera del mismo, a cierta distancia de la fuente de la explosión. Ambos fueron trasladados al hospital de Greymouth, sufriendo de heridas moderadas.
Los informes iniciales fueron poco claros respecto del número de mineros y contratistas que quedaban atrapados dentro de la mina, siendo mencionados números que oscilaban entre los 25 y los 33. (como en el caso del derrumbe de la mina San José de 2010, cerca de la ciudad chilena de Copiapó).
Finalmente fue asegurado que había 29 hombres entonces atrapados: 24 neozelandeses, dos australianos, dos británicos (de Escocia) y un sudafricano.
Los nombres de los entonces 29 mineros desaparecidos fueron dados a conocer el 21 de diciembre.
Funcionarios de minería destacaron que cada minero llevaba un dispositivo de “autorrescate” que le suministraba aire unos 30 minutos y se había provisto a la mina de refugios para que cada uno de ellos pudiese escapar en caso de emergencia.
Una segunda explosión ocurrió a las 2:37 p.m. (hora local de Nueva Zelanda) del 24 de noviembre de 2010. El comisario (Superintendent) de policía Gary Knowles afirmó que no creía que nadie hubiese sobrevivido a ella.
La segunda explosión envió humo, hollín y gases explosivos hacia un pozo de la mina donde un equipo de rescatistas había estado tomando muestras; el ruido de la explosión ascendente les proveyó de un tiempo corto pero suficiente como para alejarse y evacuar el área a pie.
Según el director ejecutivo de la mina Pike River, Peter Whittall, la explosión no fue causada por nadie que trabajase en la mina o cerca de ella.
Una tercera explosión ocurrió a las 3:39 p.m del 26 de noviembre de 2010 y una cuarta explosión tuvo lugar poco antes de las 2 p.m. del 28 de noviembre.

## Efectos en la mina
Un experto en minería teorizó que el interior de la mina podría haber alcanzado el nivel de calor o temperatura de un horno de fundición, más de 1.200 °C.
Se consideraba que un colapso de cualquier parte de la mina era bastante improbable debido a la fortaleza de la construcción.

## Monitoreo
Inicialmente se predijo que harían falta varios días antes de que la mina fuese lo suficientemente segura como para que los rescatistas pudiesen entrar en ella, pues se temía que los gases en el interior fuesen explosivos. La pruebas iniciales en el pozo o conducto de ventilación de la mina fueron obstaculizadas por densas nubes que evitaban el acceso de helicópteros, por lo que el personal iba a tener que caminar hacia el mismo sobre terreno duro, debido a que el pozo no tenía un acceso por carretera.
El equipo sísmico fue conectado a tubos en la boca del túnel, para detectar movimientos en la mina.
Debido a que la pruebas realizabas aún no lograban despejar la mina para que los rescatistas pudiesen ingresar a la misma, se hizo un intento por entrar a la mina usando un robot antibombas provisto por la Fuerza de Defensa de Nueva Zelandia. No obstante, el autómata rodante solo logró ingresar unos 550 metros, debido a haber sido afectado por el agua. Algunas fuentes destacaron que mientras que el robot era capaz de operar bajo la lluvia, había “efectivamente [sido] golpeado por una caída de agua”, haciendo que entrase en cortocircuito.
Un segundo robot antibombas de la FDNZ fue alistado o preparado para ingresar. Este robot en particular había sido equipado con baterías extra y otro equipamiento adicional, para tratar de evitar los problemas que habían afectado al primero, siendo desplegado posteriormente. y el primer robot fue recomenzado más tarde.
Los robots entraron a la mina el 23 y el 24 de noviembre, mientras que un tercero se encontraba en camino hacia el sitio. del siniestro. El uso de tres robots no tenía precedentes en los rescates mineros.
Temprano en la mañana del 24 de noviembre se informó que un taladro o trépano había comenzado a operar sobre la mina horizontal. había alcanzado la cámara de la mina, liberando gas caliente.
Más adelante en el día fue informado que el análisis mostraba un nivel de un 95% de metano.
Una cámara de video, insertada en un refugio de la mina no encontró evidencia o indicios de actividad humana allí.

## Respuesta
Tal como está determinado por los protocolos establecidos de Nueva Zelandia (denominados formalmente Coordinated Incident Management System), la respuesta fue coordinada por la policía de Nueva Zelandia, en este caso el comisario Gary Knowles, comandante de distrito de la región. Involucró a Pike River Coal Ltd, la compañía que operaba la mina, representada por su director ejecutivo Peter Whittall, expertos en rescates mineros de Nueva Zelandia y Australia.
En el local de la Cruz Roja en Greymouth se instaló un centro de asistencia para las familias de los mineros que se encontraban atrapados. La policía alentó a los familiares que a que usasen este centro en lugar de intentar alcanzar la carretera de acceso a la mina, la cual estaba cerrada para todos, a excepción de los servicios de emergencia.
Luego de varios días de retraso en el ingreso a la mina, algunos residentes locales expresaron enojo ante lo que consideraron como la indebida precaución de los equipos de rescate, destacando que en accidentes históricos los esfuerzos de rescate fueron realizados por compañeros mineros.
En respuesta a las continuas críticas de varios medios y familias locales por haberse rehusado enviar rescatadores dentro de la mina, Trevor Watts, líder del equipo de rescate, explicó que ellos mismos creían que también habrían resultado muertos debido a las condiciones de aquella. Su enfoque cauteloso fue apoyado por varios expertos internacionales en rescates mineros.
Luego de que el primer robot de la Fuerza de Defensa de Nueva Zelanda fallase, se consideró el uso de autómatas de exploración y/o rescate minero provenientes de Australia o los Estados Unidos.
La primera explosión fue clasificada como un “evento altamente, altamente irregular” y John Key, el primer ministro de Nueva Zelandia, anunció que el gobierno establecerá una Real Comisión de Investigación (Royal Commission of Inquiry) para indagar respecto de su causa. No obstante, declinó revelar detalles acerca de la naturaleza de la misma.
El 24 de noviembre a las 9:00 p. m. (hora local de Nueva Zelanda) tuvo lugar un servicio religioso en la Iglesia de la Santa Trinidad (Holy Trinity Church) de la localidad de Greymouth, donde cientos de personas de se congregaron para llorar la trágica pérdida de los mineros. Entre las personas que concurrieron al mismo se encontraban, Peter Whittall (CEO de Pike River Coal Ltd) y el alcalde de Grey District Tony Kokshoorn, quien transmitió un mensaje de condolencia de Benedicto XVI. Este último decía que dijo que el papa compartía la ansiedad de las familias de los mineros y que sus plegarias estaban con ellos.
Por su parte, la reina Isabel II del Reino Unido (Elizabeth II), jefa de Estado de Nueva Zelanda le envió al primer ministro neozelandés John Key una nota expresándole sus condolencias por las familias de los muertos y denominando al suceso un “desastre nacional”. El príncipe Carlos, heredero al trono británico, le envió un mensaje similar a Key.

## Origen de los mineros
Las edades de los 29 mineros fallecidos oscilaban entre los 17 y los 62 años; el más joven estaba realizando su primer turno bajo tierra. De ellos, 24 de ellos eran neozelandeses, 2 australianos, dos escoceses (es decir, británicos) y uno sudafricano.
La inmensa mayoría de los 24 neozelandeses provenían de la costa oeste del país; de hecho, tan solo uno de ellos provenía de la región sureña del archipiélago. Los hombres atrapados incluían, entre otros, al concejal (councillor) de Grey District Milton Osborne y a dos deportistas representativos de la Costa Oeste de Nueva Zelandia, los jugadores de rugby: Blair Sims (del equipo de La liga de la Isla del Sur) y Michael Monk (de la Unión de rugby de la Costa Oeste). Uno de los mineros atrapados, Benjamin Rockhouse, era hermano del superviviente Daniel Rockhouse, uno de los dos únicos hombres que lograron salir con vida luego de la explosión.